# Euphylidorea crocotula
Euphylidorea crocotula är en tvåvingeart som först beskrevs av Seguy 1941.  Euphylidorea crocotula ingår i släktet Euphylidorea och familjen småharkrankar.
Artens utbredningsområde är Marocko. Inga underarter finns listade i Catalogue of Life.